# Quốc lộ 1K
Quốc lộ 1K là đường quốc lộ nối liền thành phố Thủ Đức, Thành phố Hồ Chí Minh, qua thành phố Dĩ An, tỉnh Bình Dương đến thành phố Biên Hòa, tỉnh Đồng Nai.

## Lộ trình
Quốc lộ 1K: Điểm khởi đầu tại ngã tư Linh Xuân thuộc thành phố Thủ Đức, Thành phố Hồ Chí Minh và Điểm kết thúc tại ngã ba Hố Nai giao với Quốc lộ 1, thuộc phường Tân Biên, thành phố Biên Hòa. Quốc lộ 1K trước đây từng thuộc Quốc lộ 1. Đây là một trong 2 tuyến đường huyết mạch nối Thành phố Hồ Chí Minh, Bình Dương và Đồng Nai.
Tuyến đường Quốc lộ 1K đi qua các phường: Linh Xuân thuộc thành phố Thủ Đức, Thành phố Hồ Chí Minh; Đông Hòa, Bình An, Tân Đông Hiệp thuộc thành phố Dĩ An, tỉnh Bình Dương và Hóa An, Bửu Hòa, Bửu Long, Hòa Bình, Quang Vinh, Tân Phong, Trung Dũng, Tân Tiến, Tân Hiệp, Trảng Dài, Hố Nai, Tân Biên thuộc thành phố Biên Hòa, tỉnh Đồng Nai.
Ngày nay, do nhu cầu phát triển của thành phố Biên Hòa nên đoạn đường từ cầu Hóa An đến ngã ba Hố Nai đã được đổi tên đường này thành đường Nguyễn Ái Quốc.
Ngày 19 tháng 1 năm 2025, đoạn đường thuộc địa phận phường Linh Xuân, thành phố Thủ Đức đã được đổi tên thành đường Hoàng Cầm.

### Thông tin đường
Tổng chiều dài toàn tuyến 21 km:
- Km 0+00 giao với Quốc lộ 1 – Km 7+00: 6 làn xe thuộc địa phận thành phố Thủ Đức và thành phố Dĩ An.
- Km 7+00 – Km 10+900 giao với ngã tư Cầu Mới: 6 làn xe thuộc địa phận thành phố Biên Hòa.
- Km 10+900 – Km 13+300 giao với Ngã ba Vườn Mít: 10 làn xe thuộc địa phận thành phố Biên Hòa.
- Km 13+300 đến Km 16+400 giao với Ngã tư Tân Phong: 6 làn xe thuộc địa phận thành phố Biên Hòa
- Km 16+400 đến Km 21+000 giao với Quốc lộ 1: 4 làn xe thuộc địa phận thành phố Biên Hòa.

### Thông tin cầu
- Cầu Hóa An có 10 làn xe.
- Cầu Tân Hiệp có 6 làn xe.
- Cầu Săn Máu có 4 làn xe.